# Fanny Fleury
Pour les articles homonymes, voir Fleury.
Fanny Fleury dite Madame Fanny, née le 11 août 1846 à Paris et morte le 4 février 1923 à Paris, est une peintre française. De style académique, elle excelle dans le portrait mondain de femmes en toilette.

## Biographie

### Jeunesse
Fanny Louise Marie Laurent est l'élève de Carolus-Duran et de Jean-Jacques Henner dans "l'atelier des dames" de ce dernier (les cours des Beaux-arts étaient encore interdits aux femmes) et de Marie Durand. En 1868, lors de son mariage avec Jean-Louis Fleury, Fanny Laurent est déjà dite artiste peintre. 

### Carrière artistique
Fanny Fleury expose au Salon de peinture et sculpture de 1869 à 1880 et  à celui de la Société des Artistes Français de 1881 à 1889, puis à celui de la Société nationale des Beaux-Arts de 1890 à 19144), trajectoire remarquable pour une artiste femme dans les contraintes sociétales alors en vigueur. Elle n'expose qu'une seule fois, en 1882 lors de sa création, au Salon de l'Union des femmes peintres et sculpteurs.
Le Monde illustré remarque Coquetterie, exposé au Salon de 1883:

« Si le goût féminin domine dans l'œuvre par la simplicité de la composition, par l'harmonie des couleurs, l'artiste y a néanmoins déployé de mâles qualités, une grande correction de dessin, une grande fermeté de touche et une grande puissance de coloris. »

Elle reçoit une mention honorable au Salon de l'union artistique de Toulouse en 1885, une première médaille (aux côtés de Jenny Villebesseyx notamment )au salon d'Évreux de 1886, une mention honorable à l'exposition universelle de Paris de 1889. Elle expose aux salons de Saint-Étienne, Dijon et Gand. Elle participe à deux expositions des Femmes Artistes à la Galerie Georges Petit, en 1893 et 1907.
En 1893, lors de l'exposition universelle de Chicago, elle n'expose pas dans le Woman's building mais au traditionnel musée des Beaux-Arts, où elle présente A young girl (Galerie 43, East wall).
Elle meurt en 1923 à Paris.

## Quelques œuvres
- L'Abri de varech, musée de Béziers.

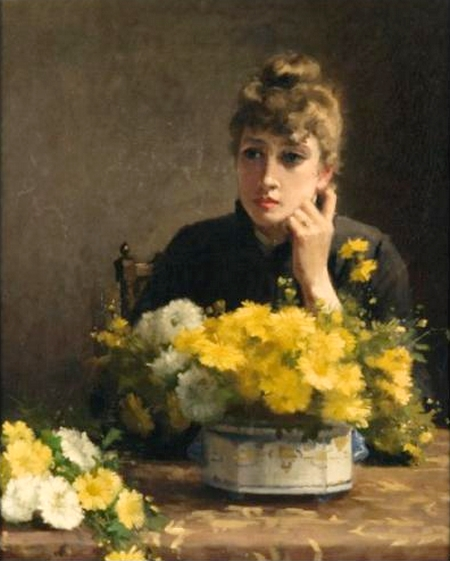
Autoportrait
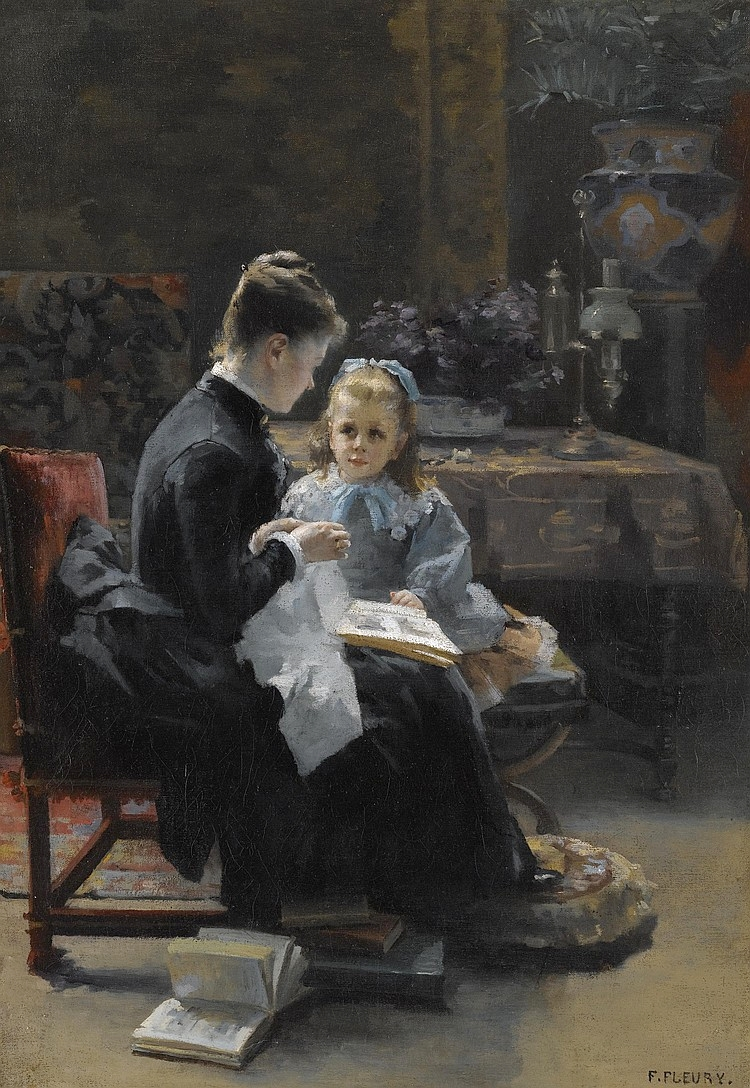
La Leçon, huile sur toile vers 1880.
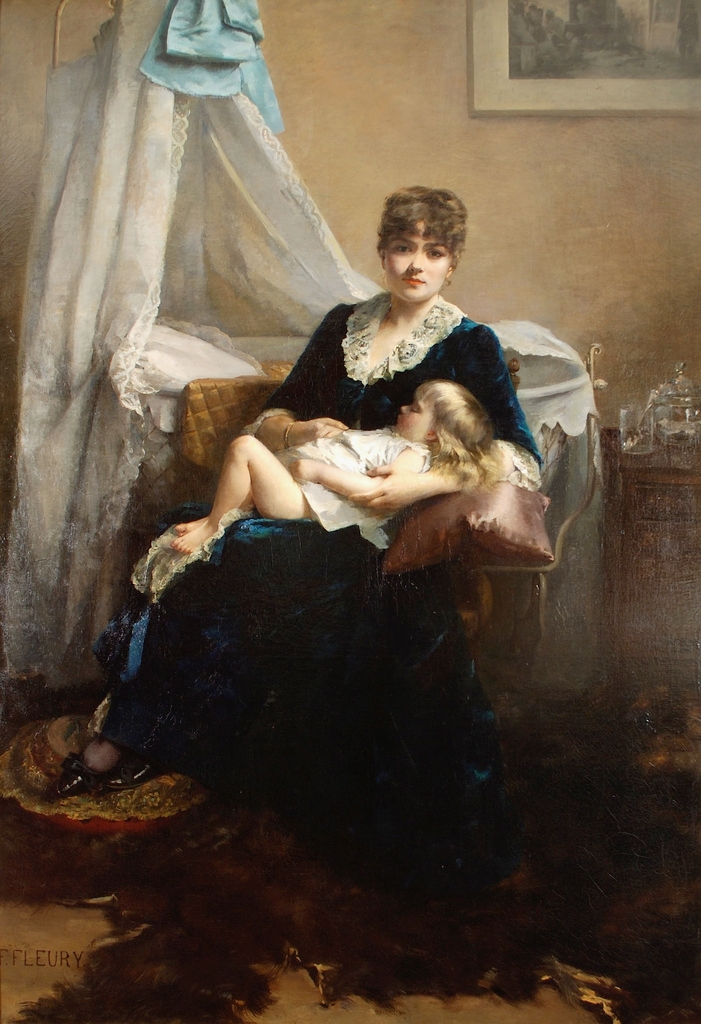
Bébé dort, huile sur toile, salon de 1884.
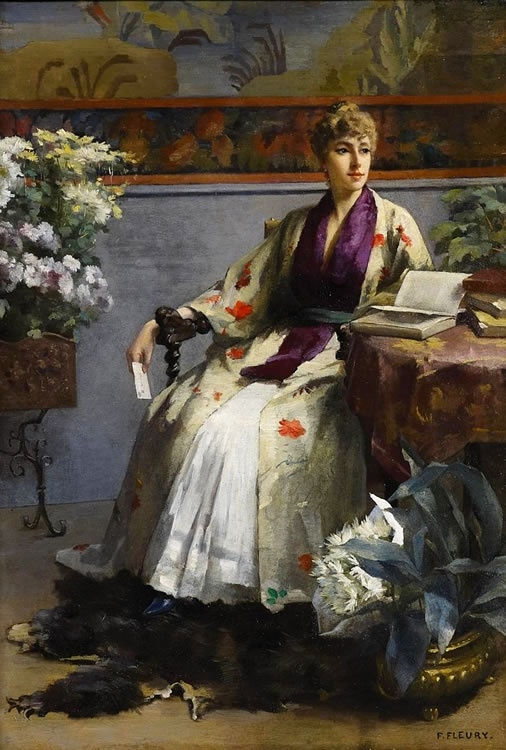
Femme lisant, huile sur toile vers 1880, collection privée
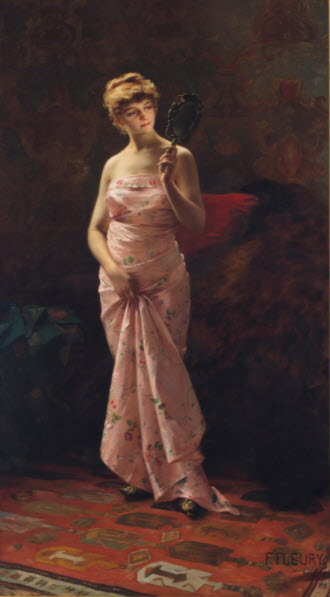
Coquetterie, huile sur toile, collection privée
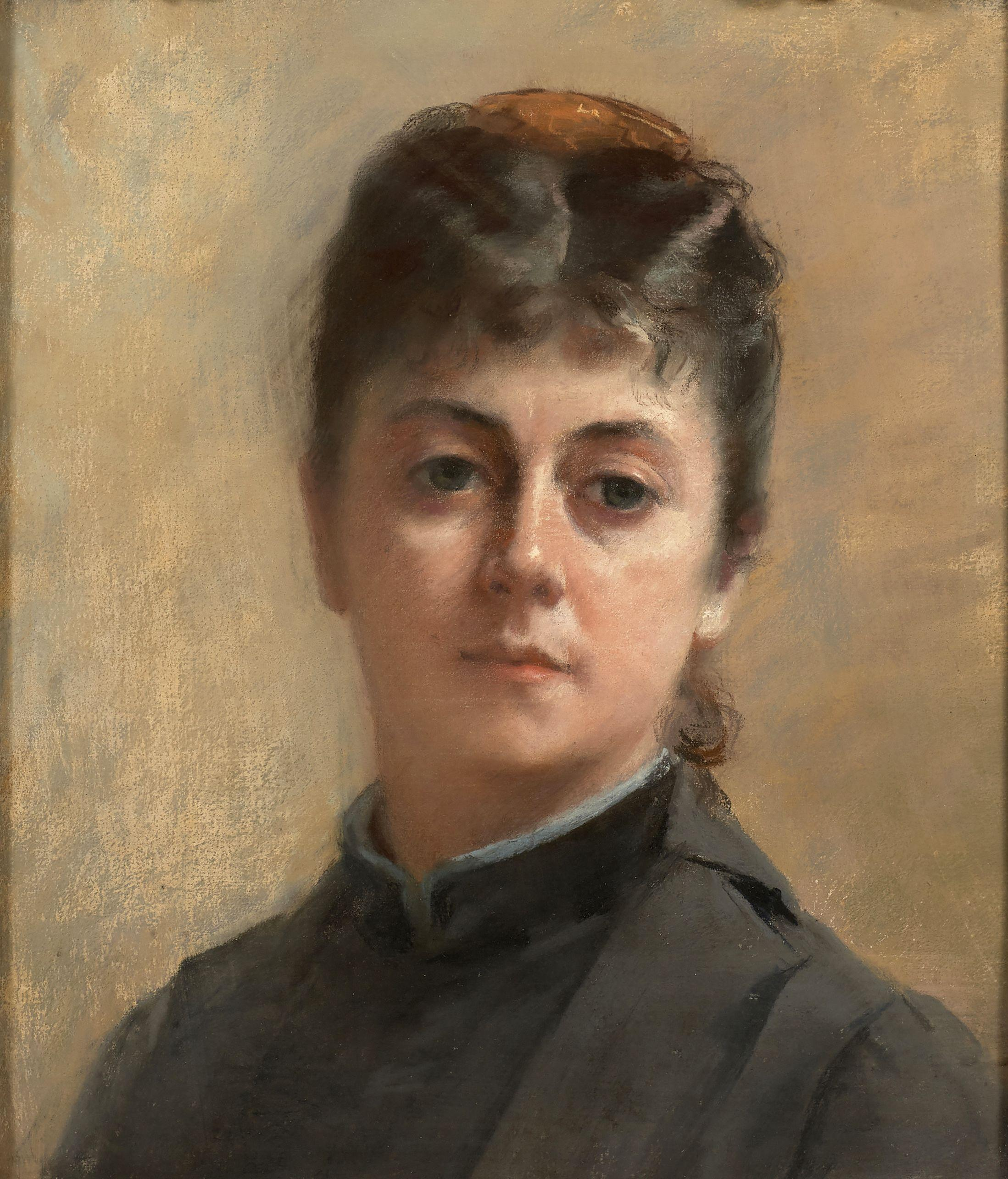
Portrait présumé de Blanche Worms, née Barretta, comédienne, pastel
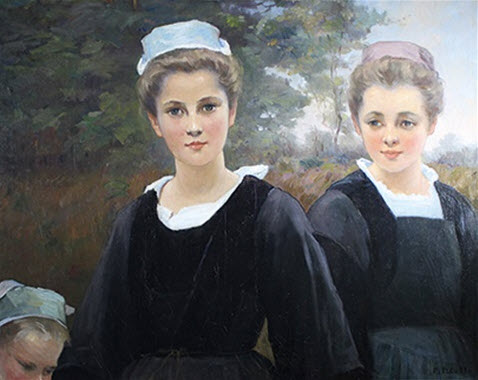
Les bretonnes, huile sur toile, collection privée
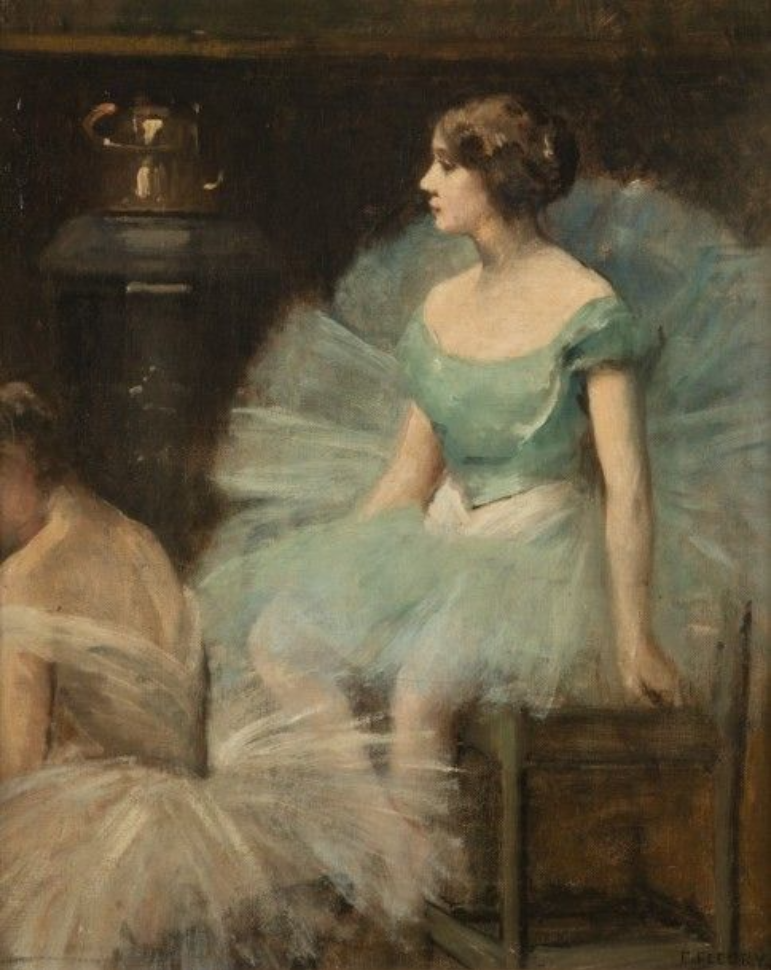
Deux danseuses, huile sur toile, collection privée
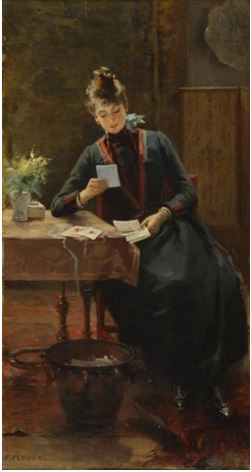
La Lettre, huile sur toile, collection privée
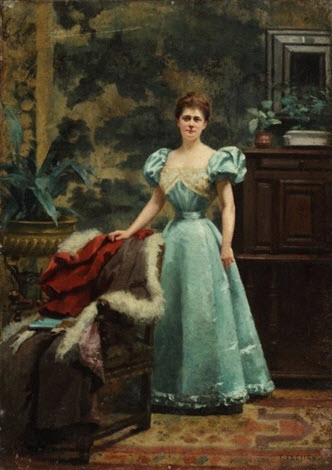
Portrait de femme en robe bleue dans son intérieur, huile sur toile, collection privée
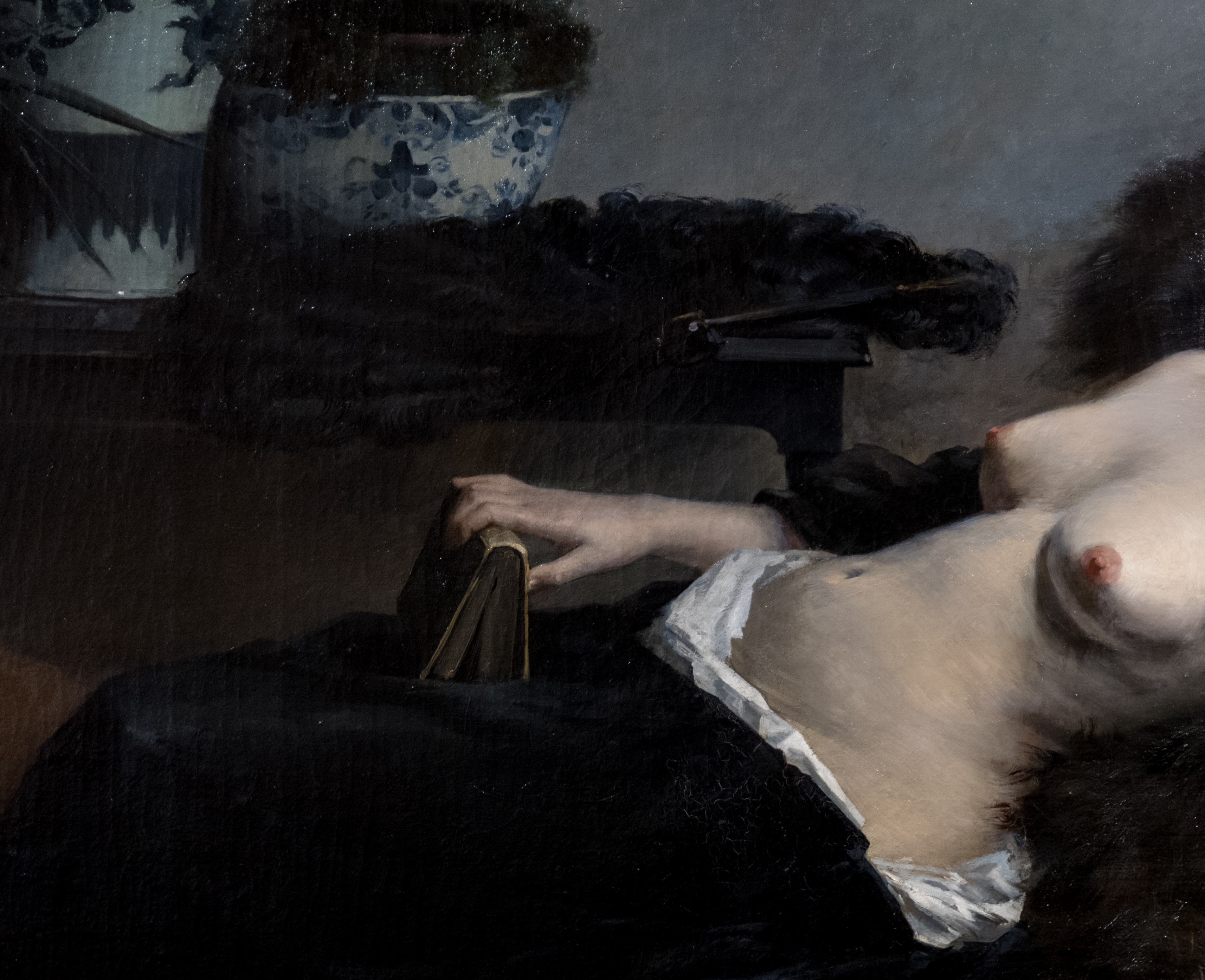
Le Repos du modèle (1882), huile sur toile, Musée Paul Valéry